# Самарин, Александр Михайлович
Александр Михайлович Самарин (1 [14] августа 1902 — 20 мая 1970) — советский учёный-металлург, специалист в областях взаимодействия газов со сталью и физико-химических основ производства стали. Академик АН СССР с 1966 г. (член-корреспондент с 1946 г.).

## Биография
- 1917 — окончил городское училище в г. Ардатове;
- 1921—1924 учился на Нижегородском рабфаке;
- 1930 — окончил металлургический факультет Московской горной академии;
- 1932—1934 научный сотрудник Московского института стали;
- 1933 — член президиума Всесоюзного комитета по высшему техническому образованию при ЦИК СССР;
- 1934—1936 — стажировка в США, в лаборатории Джона Чипмана в Мичиганском университете;
- 1939—1961 заведующий кафедрой электрометаллургии Московского института стали;
- с 1939 г. научный сотрудник Института металлургии АН СССР;
- 1941 — назначен заместителем директора по учебной и научной части Московского института стали;
- 1946—1951 заместитель министра высшего образования СССР;
- 1949—1963 — состоял в Бюро Отделения технических наук АН СССР;
- 1951—1953 — председатель Комиссии по истории техники при Отделении технических наук АН СССР;
- 1951—1955 заведующий лабораторией металлургии чёрных металлов Института металлургии АН СССР;
- 1955—1960 — заместитель директора Института металлургии АН СССР;
- 1959 — избран членом-корреспондентом Немецкой академии наук в Берлине;
- 1960—1961 временно исполняющий обязанности директора Института металлургии им. А. А. Байкова АН СССР;
- 1960 — избран почётным членом Венгерской академии наук;
- 1961—1966 заместитель председателя (с 1963 г. председатель Учёного совета) Государственного комитета по координации научно-исследовательских работ СССР;
- 1962 — избран действительным членом Академии наук Польши;
- с 1963 г. — член Бюро Отделения физикохимии и технологии неорганических материалов АН СССР;
- 1 июля 1966 г. — избран академиком АН СССР по Отделению физикохимии и технологии неорганических материалов (конструкционные материалы и их обработка);

1966 г. — назначен на должность председателя Научного совета по физико-химическим основам металлургических процессов АН СССР;
1967 г. — назначен на должность директора Института металлургии им А. А. Байкова АН СССР;
Похоронен в Москве на Новодевичьем кладбище.

Могила А. М. Самарина на Новодевичьем кладбище в Москве

## Награды и премии
- 1943 медаль «За оборону Москвы»
- 1944 орден Трудового Красного Знамени
- 1945 медаль «За доблестный труд в Великой Отечественной войне 1941—1945 гг.»
- 1948 медаль «В память 800-летия Москвы»
- 1958 орден Ленина
- 1962 орден Трудового Красного Знамени